# International Six Days Enduro
International Six Days Enduro (ISDE) (Drużynowe Mistrzostwa Świata Zespołów Narodowych, do 1980 International Six Days Trials (ISDT)) potocznie zwane Sześciodniówką – doroczne drużynowe zawody motocyklowe enduro rozgrywane pod auspicjami Fédération Internationale de Motocyclisme (FIM), będące, zgodnie z regulaminem FIM, dorocznym testem niezawodności motocykli i umiejętności kierowców składające się z sześciu jednodniowych etapów rozgrywanych w kolejnych dniach.

## Zasady
Każdy z sześciu dni zawodów jest niezależnym testem. Aby ukończyć Sześciodniówkę zawodnicy muszą ukończyć wszystkie dni zawodów. Ogólny dystans powinien wynosić od 1200 do 1600 kilometrów.
Startujące motocykle podzielone są na 3 klasy:
| Klasa    | Motocykle 2-suwowe | Motocykle 4-suwowe |
| -------- | ------------------ | ------------------ |
| Enduro 1 | 100 – 125 cm³      | 175 – 250 cm³      |
| Enduro 2 | 175 – 250 cm³      | 290 – 450 cm³      |
| Enduro 3 | 290 – 500 cm³      | 475 – 650 cm³      |

Motocykle muszą być homologowane do ruchu drogowego zgodnie z Konwencją wiedeńską o ruchu drogowym z 1968, a więc między innymi wyposażone w oświetlenie i tablice rejestracyjne.

## Historia
Pierwsze zawody ISDT zostały rozegrane w 1913 w Carlisle (Anglia). Pierwotny puchar został ufundowany przez British Cycle and Motorcycle Manufacturers' and Traders' Union Ltd. W 1949 FIM zastąpił go srebrnym pucharem z przykryciem z czasów króla Jerzego III będącym w użyciu do dzisiaj. W 1923 na prośbę Królewskiej Holenderskiej Federacji Motocyklowej rozpoczęto przyznawanie nagrody zwanej Srebrną Wazą (Silver Vase). W przeciwieństwie do World Trophy, gdzie zespoły musiały rywalizować na motocyklach wyprodukowanych w tym kraju, z którego pochodzili zawodnicy, w tej klasyfikacji takiego wymogu nie było. W 1949 puchar ten został zastąpiony srebrnym pucharem z czasów króla Jerzego II. Od 1985 ta kategoria została przemianowana na Junior World Trophy i przeznaczona jest dla zespołów do lat 23. Od 1970 zawody są oficjalnymi Mistrzostwami Świata Zespołów Narodowych.
Po zawodach Tulsa, USA w 1994 zmieniono regulamin tak by do końcowego wyniku zespołu liczyły się wyniki pięciu zawodników dla World Trophy i 3 zawodników w przypadku Junior World Trophy. Pozwala to na sklasyfikowanie zespołu nawet w wypadku nieukończenia zawodów przez jednego członka zespołu.

## Klasyfikacje
klasyfikacje Sześciodniówki zgodnie z regulaminem na rok 2010

### World Trophy
Nagroda dla najlepszych zespołów narodowych. przyznawana od 1913. Każda narodowa federacja zrzeszona w FIM może zgłosić 1 zespół w tej klasyfikacji. Zespół musi składać się z pięciu lub sześciu zawodników posiadających obywatelstwo zgłaszającego kraju. Motocykle muszą być zgłoszone w co najmniej trzech różnych klasach. Do klasyfikacji zespołowej liczy się czas pięciu najlepszych zawodników danego zespołu każdego dnia.

### Junior World Trophy
Nagroda dla najlepszych zespołów narodowych złożonych z zawodników w wieku do 23 lat. Każda narodowa federacja zrzeszona w FIM może zgłosić jeden zespół w tej klasyfikacji. Zespół musi składać się z trzech lub czterech zawodników, którzy nie ukończyli 23 lat do dnia 1 stycznia w roku zawodów i są obywatelami zgłaszającego kraju. Zawodnicy zgłoszeni w zespole World Trophy nie mogą być równocześnie zgłoszeni w tej klasyfikacji. Motocykle muszą być zgłoszone w co najmniej dwóch różnych klasach. Do klasyfikacji zespołowej liczy się czas trzech najlepszych zawodników danego zespołu każdego dnia.

### Women’s World Cup
Nagroda dla trzyosobowych żeńskich zespołów narodowych. Przyznawana od 2007. Każda narodowa federacja zrzeszona w FIM może zgłosić jeden zespół w tej klasyfikacji. Zespół musi składać się z dwóch lub trzech kobiet posiadających obywatelstwo zgłaszającego kraju. Nie ma ograniczeń co do klas używanych motocykli. Zawodniczka, która nie ukończyła danego etapu może kontynuować zawody po doliczeniu 2 godzin kary pod warunkiem, że nie została zdyskwalifikowana przez sędziów. Do klasyfikacji zespołowej liczy się czas dwóch najlepszych zawodniczek danego zespołu każdego dnia.

### Nagroda zespołów klubowych
Nagroda dla trzyosobowych zespołów klubowych zgłoszonych przez narodowe federacje motorowe. Każda narodowa federacja może zgłosić do tej klasyfikacji jeden lub więcej zespołów reprezentujących lokalne kluby motorowe zrzeszone w danej federacji składających się z trzech zawodników. W tym wypadku muszą oni być obywatelami kraju zgłaszającego. Prawo zgłaszania zespołów mają również zrzeszone w FIM Związki Kontynentalne. W tym wypadku zawodnicy muszą być obywatelami jednego z krajów należących do danego związku. W ciągu zawodów zawodnik, który nie ukończył etapu może jednokrotnie zostać dopuszczony do dalszych etapów po doliczeniu 2 godzin kary.

### Nagroda zespołów fabrycznych
Nagroda dla zespołów złożonych zawodników startujących na motocyklach tej samej marki w różnych klasach. Prawo zgłaszania zespołów składających się z trzech zawodników dowolnej narodowości, ale jeżdżących na motocyklach tej samej marki mają producenci motocykli lub ich agenci. Wszyscy członkowie zespołów muszą być członkami zespołów zgłoszonych do World Trophy lub Junior World Trophy. Jeden producent może zgłosić więcej niż jeden zespół lecz żaden zawodnik nie może być członkiem więcej niż jednego zespołu.

### Medale indywidualne
Indywidualne osiągnięcia są honorowane złotymi, srebrnymi i brązowymi medalami. Medale przyznawane są w poszczególnych klasach na podstawie całkowitego czasu danego zawodnika. Medale złote otrzymują zawodnicy, których czas jest nie większy niż o 10% od zwycięzcy klasy, srebrne 40%, a brązowe pozostali, którzy ukończyli zawody czyli zostali sklasyfikowani każdego dnia zawodów.

### Nagroda Watlinga
Nagroda jest przyznawana za osiągnięcia zespołowe przez międzynarodowe jury.

## Zwycięzcy
| Nr. | Rok  | Miejsce                                    | FIM World Trophy | Silver Vase od 1985 Junior World Trophy                                             | Women’s Trophy                                                 |
| --- | ---- | ------------------------------------------ | --- | ----------------------------------------------------------------------------------- | -------------------------------------------------------------- |
| 1.  | 1913 | Carlisle (Anglia)                          | Wielka Brytania W. B. Gibb · W. B. Little · Charlie Collier                                                                | -                                                                                   |                                                                |
| 2.  | 1920 | Grenoble (Francja)                         | Szwajcaria J. Morand · A. Robert · E. Gex                                                                                  | -                                                                                   |                                                                |
| 3.  | 1921 | Genewa (Szwajcaria)                        | Szwajcaria J. Morand · A. Rothenbach · E. Gex                                                                              | -                                                                                   |                                                                |
| 4.  | 1922 | Genewa (Szwajcaria)                        | Szwajcaria J. Morand · A. Robert · E. Gex                                                                                  | -                                                                                   |                                                                |
| 5.  | 1923 | Sztokholm (Szwecja)                        | Szwecja Gustav Göthe · Yngve Eriksson · Bernhard Malmberg · J A Bylund                                                     | -                                                                                   |                                                                |
| 6.  | 1924 | Chaudfontaine (Belgia)                     | Wielka Brytania G. S. Arter · C. Wilson · F.W. Giles                                                                       | Norwegia C. Vaumund · O. Graff · J. Juberget                                        |                                                                |
| 7.  | 1925 | Southampton (Anglia)                       | Wielka Brytania B. Kershaw · G. S. Arter · F.W. Giles                                                                      | Wielka Brytania                                                                     |                                                                |
| 8.  | 1926 | Buxton (Anglia)                            | Wielka Brytania Graham Walker · J. Lidstone · P. Pike                                                                      | Wielka Brytania                                                                     |                                                                |
| 9.  | 1927 | Ambleside (Anglia)                         | Wielka Brytania L. Crisp · Graham Walker · F.W. Giles                                                                      | Wielka Brytania Marjorie Cottle · Edyth Foley · Louise MacLean                      |                                                                |
| 10. | 1928 | Harrogate (Anglia)                         | Wielka Brytania V. C. King · F.W. Neill · H.G. Uzzell                                                                      | Wielka Brytania L. Crisp · Graham Walker · F.W. Giles                               |                                                                |
| 11. | 1929 | Monachium (Niemcy) – Genewa (Szwajcaria)   | Wielka Brytania G.R. Butcher · George Rowley · F.W. Neill                                                                  | Wielka Brytania L.A. Welch · A.R. Edwards · H. S. Perrey                            |                                                                |
| 12. | 1930 | Grenoble (Francja)                         | Włochy Rosolino Grana · Luigi Gilera · Miro Maffeis                                                                        | Francja A. Sourdot · R. Debaissieux · N. Coulon                                     |                                                                |
| 13. | 1931 | Merano (Włochy)                            | Włochy Rosolino Grana · Luigi Gilera · Miro Maffeis                                                                        | Holandia D.H. Eysink · G. Bakker-Schut · A.P. van Hammersveld                       |                                                                |
| 14. | 1932 | Merano (Włochy)                            | Wielka Brytania Albert E. Perrigo · George Rowley · N. P.O. Bradley                                                        | Wielka Brytania Graham Walker · Jack Williams · R. McGregor                         |                                                                |
| 15. | 1933 | Llandrindod Wells (Walia)                  | III Rzesza Ernst Jakob Henne · Josef Stelzer · Josef Mauermayer · Wiggerl Kraus                                            | Wielka Brytania Vic Brittain · Jack Williams · G. F. Povey                          |                                                                |
| 16. | 1934 | Garmisch-Partenkirchen (III Rzesza)        | III Rzesza Ernst Jakob Henne · Josef Stelzer · Josef Mauermayer · Wiggerl Kraus                                            | Wielka Brytania F.E. Thacker · R. McGregor · L. Heath                               |                                                                |
| 17. | 1935 | Oberstdorf (III Rzesza)                    | III Rzesza Ernst Jakob Henne · Josef Stelzer · Wiggerl Kraus · J. Müller                                                   | III Rzesza Arthur Geiss · Walfried Winkler · Ewald Kluge                            |                                                                |
| 18. | 1936 | Freudenstadt (III Rzesza)                  | Wielka Brytania Vic Brittain · George Rowley · W.S. Waycott · E. Belsten                                                   | Wielka Brytania R. McGregor · J.A. McLeslie · J.C. Edward                           |                                                                |
| 19. | 1937 | Llandrindod Wells (Walia)                  | Wielka Brytania Vic Brittain · George Rowley · W.S. Waycott                                                                | Holandia A.P. van Hammersveld · G. Bakker-Schut · J. Moejes                         |                                                                |
| 20. | 1938 | Llandrindod Wells (Walia)                  | Wielka Brytania George Rowley · Jack Williams · Vic Brittain · W.S. Waycott                                                | III Rzesza Georg Meier · Rudolf Seltsam · Josef Forstner                            |                                                                |
| 21. | 1939 | Salzburg (III Rzesza)                      | anulowane | anulowane                                                                           |                                                                |
| 22. | 1947 | Zlín (Czechosłowacja)                      | Czechosłowacja Jaroslav Simandl · Richard Dusil · Václav Stanislav · Jan Bednář · Karl Hansl                               | Czechosłowacja Čeněk Kohlíček · Emanuel Marha · Josef Paštika                       |                                                                |
| 23. | 1948 | San Remo (Włochy)                          | Wielka Brytania A. Jefferies · B.H.M. Viney · J. Williams · C.N. Rogers · Vic Brittain                                     | Wielka Brytania P.H. Alves · C.M. Ray · W.J. Stocker                                |                                                                |
| 24. | 1949 | Llandrindod Wells (Walia)                  | Wielka Brytania P.H. Alves · C.M. Ray · C.N. Rogers · Frederick Maurice Rist · B.H.M. Viney                                | Czechosłowacja Emanuel Marha · František Bláha · J. Krcmar                          |                                                                |
| 25. | 1950 | Llandrindod Wells (Walia)                  | Wielka Brytania Frederick Maurice Rist · B.H.M. Viney · P.H. Alves · W.J. Stocker · C.M. Ray                               | Wielka Brytania D.S. Evans · E. Usher · A.F. Gaymer                                 |                                                                |
| 26. | 1951 | Varese (Włochy)                            | Wielka Brytania Frederick Maurice Rist · B.H.M. Viney · P.H. Alves · W.J. Stocker · C.M. Ray                               | Holandia P. Haaker · C. van Rijssel · H. Veer                                       |                                                                |
| 27. | 1952 | Bad Aussee (Austria)                       | Czechosłowacja Čeněk Kohlíček · Jaroslav Pudil · Richard Dusil · Jiří Kubeš · Jan Novotný                                  | Czechosłowacja František Bláha · Vojtěch Kolář · Bohumil Kabát                      |                                                                |
| 28. | 1953 | Gottwaldov (Czechosłowacja)                | Wielka Brytania John V. Brittain · W.J. Stocker · S.B. Manns · P.H. Alves · B.H.M. Viney                                   | Czechosłowacja František Bláha · Vojtěch Kolář · Bohumil Kabát                      |                                                                |
| 29. | 1954 | Llandrindod Wells (Walia)                  | Czechosłowacja Bohuslav Roučka · Jaroslav Pudil · Saša Klimt · Jiří Kubeš · Vladimír Šedina                                | Holandia S. Schram · B.L. Jansema · M. den Haan                                     |                                                                |
| 30. | 1955 | Gottwaldov (Czechosłowacja)                | Niemcy Johann Abt · Otto Brack · Udo Feser · Ernst Deike · Volker von Zitzewitz                                            | Czechosłowacja Stanislav Štástka · Zdenek Polanka · Miloslav Soucek                 |                                                                |
| 31. | 1956 | Garmisch-Partenkirchen (Niemcy)            | Czechosłowacja Miloslav Souček · Jaroslav Pudil · Bohuslav Roučka · Zdeněk Polánka · Vladimír Šedina · Saša Klimt          | Holandia J.S. van Hoek · B.L. Jansema · J. Th. Witberg · Fritz R. Selling           |                                                                |
| 32. | 1957 | Špindlerův Mlýn (Czechosłowacja)           | Niemcy Lorenz Specht · Richard Heßler · Gernot Leistner · Walter Aukthun · Klaus Kämper · Volker von Zitzewitz             | Czechosłowacja Vladimir Stepen · Oldrich Hamrsmid · Antonin Matejka · Karel Buchnar |                                                                |
| 33. | 1958 | Garmisch-Partenkirchen (Niemcy)            | Czechosłowacja Vladimír Šedina · Saša Klimt · Antonín Matějka · Zdeněk Polánka · Jaroslav Pudil · Bohuslav Roučka          | Czechosłowacja Stanislav Štástka · František Darebný · Alois Roučka · Arnošt Zemen  |                                                                |
| 34. | 1959 | Gottwaldov (Czechosłowacja)                | Czechosłowacja Vladimír Šedina · Saša Klimt · Antonín Matějka · Zdeněk Polánka · Jaroslav Pudil · Bohuslav Roučka          | Czechosłowacja                                                                      |                                                                |
| 35. | 1960 | Bad Aussee (Austria)                       | Austria | Włochy Luigi Gorini · Tulio Masserini · Eugenio Saini · Fausto Vergani              |                                                                |
| 36. | 1961 | Llandrindod Wells (Walia)                  | Niemcy Günter Dotterweich · Richard Heßler · Lorenz Müller · Sebastian Nachtmann · Erwin Schmider · Lorenz Specht          | Czechosłowacja František Bouška · Oldrich Hamrsmid · Vladimír Štěpán                |                                                                |
| 37  | 1962 | Garmisch-Partenkirchen (Niemcy)            | Czechosłowacja František Bouška · František Hóffer · Drahoslav Miarka · Zdeněk Polánka · Bohuslav Roučka · Vladimír Štěpán | Niemcy Horst Rothermund · Heinz Klingenschmidt · Volker Kramer · Günter Sengfelder  |                                                                |
| 38. | 1963 | Špindlerův Mlýn (Czechosłowacja)           | NRD Günter Baumann · Peter Uhlig · Hans Weber · Horst Lohr · Bernd Uhlmann · Werner Salevsky                               | Włochy Luigi Gorini · Carlo Moscheni · Giuseppe Panarari · Nino Tagli               |                                                                |
| 39. | 1964 | Erfurt (Niemiecka Republika Demokratyczna) | NRD Günter Baumann · Peter Uhlig · Hans Weber · Horst Lohr · Bernd Uhlmann · Werner Salevsky                               | NRD Gottfried Pohlan · Siegfried Rauhut · Lothar Schünemann · Ewald Schneidewind    |                                                                |
| 40. | 1965 | Wyspa Man                                  | NRD Peter Uhlig · Hans Weber · Horst Lohr · Bernd Uhlmann · Werner Salevsky · Karlheinz Wagner                             | NRD Günter Baumann · Klaus Teuchert · Horst Golz · Werner Stiegler                  |                                                                |
| 41. | 1966 | Villingsberg (Szwecja)                     | NRD Peter Uhlig · Hans Weber · Horst Lohr · Werner Salevsky · Karlheinz Wagner · Klaus Teuchert                            | Niemcy Norbert Gabler · Klaus Kämper · Dieter Kramer · Erwin Schmider               |                                                                |
| 42. | 1967 | Zakopane (Polska)                          | NRD Peter Uhlig · Hans Weber · Werner Salevsky · Karlheinz Wagner · Klaus Teuchert · Klaus Halser                          | Czechosłowacja A. Zemen · D. Miarka · M. Vytlacil · J. Jasansky                     |                                                                |
| 43. | 1968 | San Pellegrino Terme (Włochy)              | Niemcy Andreas Brandl · Heinz Brinkmann · Siegfried Gienger · Dieter Kramer · Volker Kramer · Lorenz Specht                | Włochy Demetrio Bonini · Arnaldo Farioli · Francesco Foresti · Giuseppe Signorelli  |                                                                |
| 44. | 1969 | Garmisch-Partenkirchen (Niemcy)            | NRD Peter Uhlig · Werner Salevsky · Karlheinz Wagner · Klaus Teuchert · Klaus Halser · Fred Williamowski                   | Niemcy Helmut Beranek · Norbert Gabler · Hans Trinkner · Rolf Witthöft              |                                                                |
| 45. | 1970 | El Escorial (Hiszpania)                    | Czechosłowacja Josef Fojtík · Jaroslav Bříza · Květoslav Mašita · Zdeněk Češpiva · František Mrázek · Petr Čemus           | Czechosłowacja                                                                      |                                                                |
| 46. | 1971 | Wyspa Man                                  | Czechosłowacja František Mrázek · Květoslav Mašita · Jaroslav Bříza · Petr Čemus · Zdeněk Češpiva · Josef Fojtík           | Czechosłowacja Petrman                                                              |                                                                |
| 47. | 1972 | Špindlerův Mlýn (Czechosłowacja)           | Czechosłowacja Jaroslav Bříza · Petr Čemus · Zdeněk Češpiva · Josef Císař · František Mrázek · Josef Fojtík                | Czechosłowacja                                                                      |                                                                |
| 48. | 1973 | Dalton (USA)                               | Czechosłowacja Josef Fojtík · Zdeněk Češpiva · Josef Císař · Květoslav Mašita · František Mrázek · Petr Čemus              | Stany Zjednoczone Dick Burleson · Malcolm Smith · Ed Schmidt · Ron Bohn             |                                                                |
| 49. | 1974 | Camerino (Włochy)                          | Czechosłowacja Josef Fojtík · Zdeněk Češpiva · Josef Císař · Květoslav Mašita · Jiří Stodůlka · Petr Čemus                 | Czechosłowacja Josef Rabas · Pavel Cihelka · Milan Jedlička · Jaroslav Bříza        |                                                                |
| 50. | 1975 | Wyspa Man                                  | Niemcy Josef Wolfgruber · Peter Neumann · Eberhard Weber · Jürgen Grisse · Rolf Witthöft · Eddy Hau                        | Włochy Gualtiero Brissoni · Pietro Gagni · Attilio Petrogalli · Pierluigi Rottigni  |                                                                |
| 51. | 1976 | Zeltweg (Austria)                          | Niemcy Josef Wolfgruber · Peter Neumann · Eberhard Weber · Jürgen Grisse · Rolf Witthöft · Eddy Hau                        | Czechosłowacja                                                                      |                                                                |
| 52. | 1977 | Považská Bystrica (Czechosłowacja)         | Czechosłowacja František Mrázek · Otakar Toman · Květoslav Mašita · Jiří Stodůlka · Stanislav Zloch · Jozef Císař          | Czechosłowacja Pavel Cihelka · Milan Jedlička · Jiří Pošík                          |                                                                |
| 53. | 1978 | Värnamo (Szwecja)                          | Czechosłowacja František Mrázek · Jozef Chovančík · Květoslav Mašita · Jiří Pošík · Stanislav Zloch · Jiří Stodůlka        | Włochy Luigi Medardo · Gino Perego · Osvaldo Scaburri · Giuseppe Signorelli         |                                                                |
| 54. | 1979 | Neunkirchen (Niemcy)                       | Włochy Elia Andrioletti · Franco Gualdi · Gualtiero Brissoni · Augusto Taiocchi · Guglielmo Andreini · Gianangelo Croci    | Czechosłowacja                                                                      |                                                                |
| 55. | 1980 | Brioude (Francja)                          | Włochy Guglielmo Andreini · Elia Andrioletti · Gualtiero Brissoni · Gianangelo Croci · Andrea Marinoni · Augusto Taiocchi  | Niemcy Arnulf Teuchert · Bert von Zitzewitz · Reinhard Christel · Rolf Witthöft     |                                                                |
| 56. | 1981 | Elba (Włochy)                              | Włochy Gualtiero Brissoni · Alessandro Gritti · Luigi Medardo · Gianangelo Croci · Franco Gualdi · Augusto Taiocchi        | Włochy Cesare Bernardi · Gianpiero Findanno · Andrea Marinoni · Angelo Signorelli   |                                                                |
| 57. | 1982 | Považská Bystrica (Czechosłowacja)         | Czechosłowacja Jiří Císař · Zdeněk Bělský · Emil Čunderlík · Vladimír Janouš · Jozef Chovančík · Stanislav Zloch           | NRD Horst Geißenhöner · Steffen Mauersberger · Reinhard Klädtke · Uwe Weber         |                                                                |
| 58. | 1983 | Builth Wells (Walia)                       | Szwecja Peter Hansson · Torbjörn Jansson · Per Grönberg · Svenerik Jönsson · Bosse Lindbom · Thomas Gustavsson             | Szwecja Jacobsson · Karlsson · Andersson · Zell                                     |                                                                |
| 59. | 1984 | Assen (Holandia)                           | Holandia Dinand Zijlstra · Henk van Mierlo · Martin Schalkwijk · Henk Poorte · Simon Schram · Gerrit Wolsink               | NRD Reinhard Klädtke · Jens Thalmann · Bernd Lämmel · Andreas Cyffka                |                                                                |
| 60. | 1985 | La Molina (Hiszpania)                      | Szwecja Peter Hansson · Per Grönberg · Dick Wicksell · Svenerik Jönsson · Hålan Lundberg · Thomas Gustavsson               | NRD Andreas Cyffka · Mike Heydenreich · Jens Grüner · Udo Grellmann                 |                                                                |
| 61. | 1986 | San Pellegrino Terme (Włochy)              | Włochy Angelo Signorelli · Renato Pegurri · Tulio Pellegrinelli · Gianangelo Croci · Guglielmo Andreini · Edi Orioli       | Włochy Paolo Fellegara · Giorgio Grasso · Stefano Passeri · Enrico Zuffa            |                                                                |
| 62. | 1987 | Jelenia Góra (Polska)                      | NRD Jens Thalmann · Reinhard Klädtke · Uwe Weber · Harald Sturm · Jens Scheffler · Jens Grüner                             | NRD Mike Heydenreich · Udo Grellmann · Thomas Bieberbach · Danielo Pörschke         |                                                                |
| 63. | 1988 | Mende (Francja)                            | Francja Thierry Charbonnier · Stéphane Peterhansel · Gilles Lalay · Jean Paul Charles · Alan Olivier · Marc Morales        | Włochy Luca Trussardi · Massimo Migliorati · Enrico Zuffa · Davide Trolli           |                                                                |
| 64. | 1989 | Walldürn (Niemcy)                          | Włochy Gianmarco Rossi · Stefano Passeri · Angelo Signorelli · Luca Trussardi · Paolo Fellegara · Franco Gualdi            | Finlandia Kari Tiainen · Juha-Pekka Leino · Jarkko Vainio · Jouni Sauren            |                                                                |
| 65. | 1990 | Västerås (Szwecja)                         | Szwecja Jeff Nilsson · Dick Wicksell · Kent Karlsson · Svenerik Jönsson · Peter Hansson · Jimmie Eriksson                  | Szwecja Robert Grönlund · Robert Svensson · Peter Karlsson · Peter Lundfeldt        |                                                                |
| 66. | 1991 | Považská Bystrica (Czechosłowacja)         | Szwecja Jeff Nilsson · Joachim Hedendahl · Svenerik Jönsson · Dick Wicksell · Kent Karlsson · Bill Andersson               | Stany Zjednoczone Steve Hatch · Jimmy Lewis · David Rhodes · Chris Smith            |                                                                |
| 67. | 1992 | Cessnock (Australia)                       | Włochy Paolo Fellegara · Fabio Farioli · Stefano Passeri · Mario Rinaldi · Giovanni Sala · Arnaldo Nicoli                  | Szwecja Anders Eriksson · Robert Grönlund · Peter Karlsson · Peter Jansson          |                                                                |
| 68. | 1993 | Assen (Holandia)                           | Polska Marek Dąbrowski · Maciej Wróbel · Wiktor Iwański · Wojciech Rencz · Andrzej Tomiczek · Ryszard Augustyn             | Holandia Peter Lenselink · Patrick Isfordink · Erik Davids · Hans Arends            |                                                                |
| 69. | 1994 | Tulsa (USA)                                | Włochy Maurizio Carminati · Tulio Pellegrinelli · Mario Rinaldi · Fabio Farioli · Arnold Nicoli · Giovanni Sala            | Szwecja Rickard Larsson · Björn Carlsson · Linus Borman · Morgan Jansson            |                                                                |
| 70. | 1995 | Jelenia Góra (Polska)                      | Włochy Gianmarco Rossi · Paolo Fellegara · Giorgio Grasso · Giuseppe Gallino · Tulio Pellegrinelli · Arnaldo Nicoli        | Australia Shawn Reed · Shane Watts · Ian Cunningham · Jamie Cunningham              |                                                                |
| 71. | 1996 | Hämeenlinna (Finlandia)                    | Finlandia Kari Tiainen · Jani Laaksonen · Pekka Viljakainen · Petteri Silvan · Mika Ahola · Vesa Kytönen                   | Finlandia Tuomas Ahonen · Juha Salminen · Juha Laaksonen · Mika Marila              |                                                                |
| 72. | 1997 | Brescia (Włochy)                           | Włochy Fausto Scovolo · Stefano Passeri · Giovanni Sala · Jarno Boano · Mario Rinaldi · Fabio Farioli                      | Włochy Pablo Peli · Ivan Boano · Alessio Paoli · Giovanni Genini                    |                                                                |
| 73. | 1998 | Traralgon (Australia)                      | Finlandia Juha Salminen · Jani Laaksonen · Mika Ahola · Petteri Silvan · Vesa Kytönen · Kari Tiainen                       | Hiszpania Xavier Pons · Miki Arpa · Marc Coma · Gerard Farrés                       |                                                                |
| 74. | 1999 | Coimbra (Portugalia)                       | Finlandia Samuli Aro · Mika Ahola · Jani Laaksonen · Vesa Kytönen · Kari Tiainen · Petri Pohjamo                           | Hiszpania Arnau Vilanova · Xacob Agra · Gerard Farrés · Miki Arpa                   |                                                                |
| 75. | 2000 | Grenada (Hiszpania)                        | Włochy Fausto Scovolo · Mario Rinaldi · Matteo Rubin · Arnaldo Nicoli · Giovanni Sala · Fabio Farioli                      | Hiszpania Xavier Pons · Gerard Farrés · Xacob Agra · Jordi Duran                    |                                                                |
| 76. | 2001 | Brive-la-Gaillarde (Francja)               | Francja Marc Germain · Olivier Rebufie · Eric Bernard · David Frétigné · Sébastien Guillaume · Cyril Esquirol              | Włochy Simone Albergoni · Ivan Boano · Paolo Carrara · Giovanni Gritti              |                                                                |
| 77. | 2002 | Jablonec nad Nisou (Czechy)                | Finlandia Mika Ahola · Juha Salminen · Petteri Silvan · Samuli Aro · Jani Laaksonen · Petri Pohjamo                        | Francja Julien Dubac · Raphael André · Damien Miquel · Fabien Planet                |                                                                |
| 78. | 2003 | Fortaleza (Brazylia)                       | Finlandia Juha Salminen · Mika Saarenkoski · Mika Ahola · Samuli Aro · Jani Laaksonen · Kari Tiainen                       | Francja Damien Miquel · Freddy Blanc · Herve Versace · Fabien Planet                |                                                                |
| 79. | 2004 | Kielce Kołomań (Polska)                    | Finlandia Petteri Silvan · Juha Salminen · Mika Saarenkoski · Samuli Aro · Jani Laaksonen · Mika Ahola                     | Finlandia Valtteri Salonen · Jari Mattila · Tomi Peltola · Marko Tarkkala           |                                                                |
| 80. | 2005 | Považská Bystrica (Słowacja)               | Włochy Alessandro Botturi · Alessandro Belometti · Simone Albergoni · Alessandro Zanni · Alessio Paoli · Giuliano Falgari  | Włochy Andrea Beconi · Maurizio Micheluz · Paolo Bernardi · Manuel Pievani          |                                                                |
| 81. | 2006 | Taupō (Nowa Zelandia)                      | Finlandia Juha Salminen · Samuli Aro · Mika Ahola · Marko Tarkkala · Petri Pohjamo · Jari Mattila                          | Stany Zjednoczone Kurt Caselli · Ricky Dietrick · Russell Bobbitt · David Pearson   |                                                                |
| 82. | 2007 | La Serena (Chile)                          | Włochy Alessandro Belometti · Alex Salvini · Alessandro Botturi · Maurizio Micheluz · Fabrizio Dini · Andrea Belotti       | Hiszpania Cristóbal Guerrero · Oriol Mena · Lorenzo Santolino · Carlos Andreu       | Stany Zjednoczone Nicole Bradford · Amanda Mastin · Lacy Jones |
| 83. | 2008 | Serres (Grecja)                            | Francja Julien Gautier · Jordan Curvalle · Rodrig Thain · Christophe Nambotin · Sebastien Guillame · Nicolas Deparrois     | Włochy Thomas Oldrati · Oscar Balleti · Mirko Gritti · Vanni Cominotto              | Francja Ludivine Puy · Audrey Rossat · Alice Geneste           |
| 84. | 2009 | Figueira da Foz (Portugalia)               | Francja Julien Gautier · Marc Germain · Rodrig Thain · Christophe Nambotin · Marc Bourgeois · Antoine Meo                  | Hiszpania Victor Guerrero · Oriol Mena · Lorenzo Santolino · Mario Roman            | Francja Ludivine Puy · Audrey Rossat · Stéphanie Bouisson      |
| 85. | 2010 | Morelia (Meksyk)                           | Francja Johny Aubert Nicolas Deparrois Sébastien Guillaume Rodrig Thain Christophe Nambotin Antoine Méo                    | Hiszpania Cristóbal Guerrero · Oriol Mena · Lorenzo Santolino · Carlos Andreu       | Francja Ludivine Puy · Audrey Rossat · Stéphanie Bouisson      |
| 86. | 2011 | Kotka-Hamina (Finlandia)                   | Finlandia Eero Remes Matti Seistola Juha Salminen Jari Mattila Valtteri Salonen Marko Tarkkala                             | Francja Alexandre Queyreyre Benoit Fortunato Mathias Bellino Romain Dumontier       | Francja Ludivine Puy Blandine Dufrene Juliette Berez           |
| 87. | 2012 | Saksonia (Niemcy)                          | Francja Antoine Meo Rodrig Thain Johnny Aubert Pierre-Alexandre Renet Sebastien Guillaume Cristophe Nambotin               | Francja Jeremy Joly Mathias Bellino Alexandre Queyreyre Kevin Rohmer                | Francja Blandine Dufrene Ludivine Puy Audrey Rossat            |
| 88. | 2013 | Sardynia (Włochy)                          | Francja ‍‍‍‍‍ Pierre-Alexandre Renet Jeremy Joly Johnny Aubert Antoine Meo Rodrig Thain Fabien Planet                            | Francja Swann Servajean Kevin Rohmer Mathias Bellino Loic Larreau                   | Australia Jessica Gardiner Tayla Jones Jemma Wilson            |
| 89. | 2014 | San Juan (Argentyna)                       | Francja TBC | Stany Zjednoczone Grant Baylor Steward Baylor Trevor Bollinger Justin Jones         | Australia TBC                                                  |